# Backhousia citriodora
Myrte citronné
Espèce
Classification phylogénétique
Backhousia citriodora, de nom commun Myrte citronné, est une espèce de plantes à fleurs de la famille des Myrtaceae. C'est un arbre originaire des forêts humides semi-tempérées de l'est de l'Australie. C'est une plante aromatique au goût proche de celui du citron.

## Description

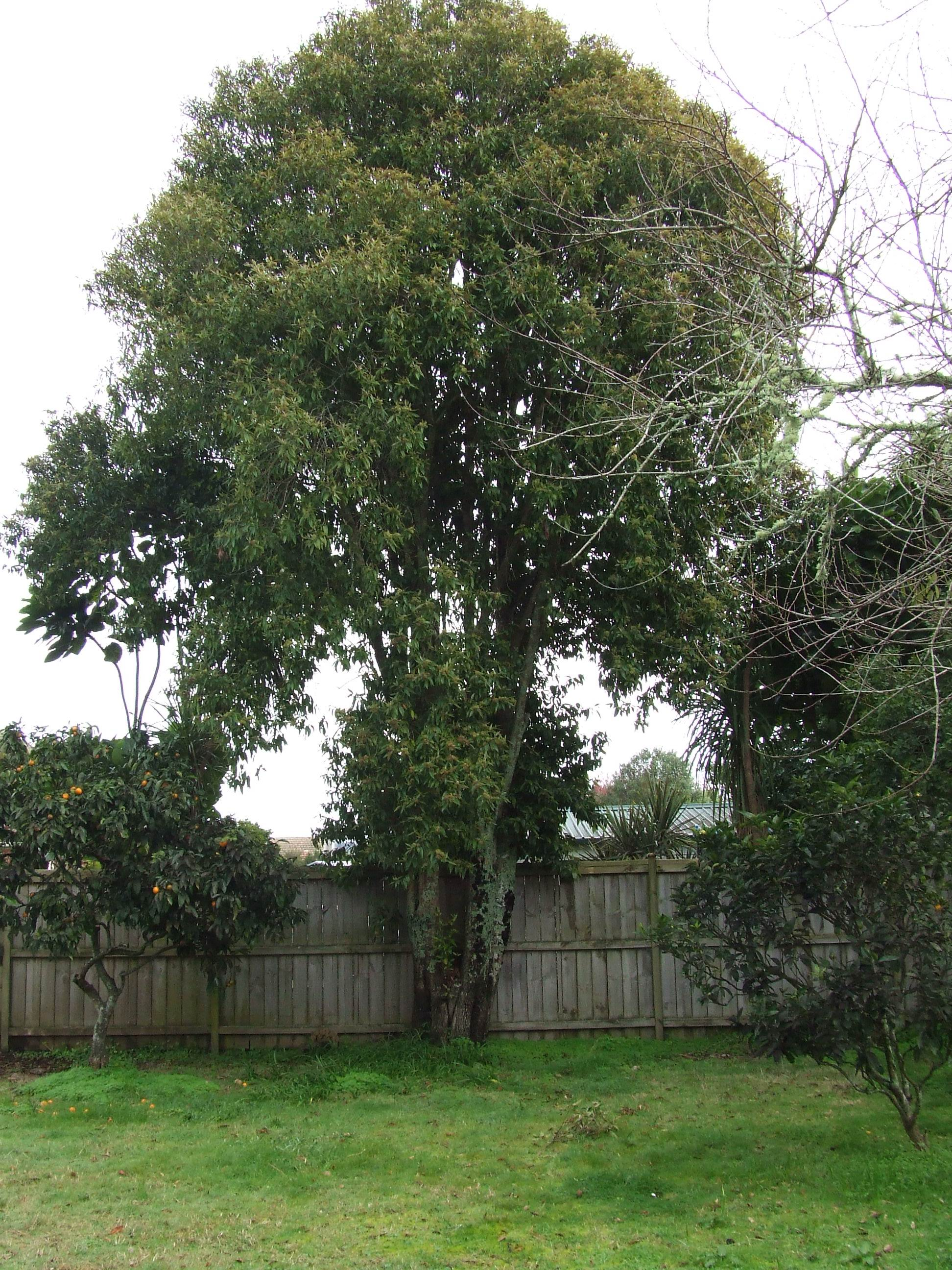
Aspect général de l'arbre.

Il peut atteindre 20 mètres de haut mais est souvent beaucoup plus petit. Les feuilles, d'un vert brillant, sont persistantes, opposées, lancéolées, longues de 5 à 12 centimètres pour 1,5 à 2,5 cm de largeur. Les fleurs sont blanc-crème, de 5 à 7 millimètres de diamètre, rassemblées en grappes, à l'extrémité des branches, de l'été à l'automne. Lorsque les pétales tombent, le calice reste.

## Étymologie
Il doit son nom de Backhousia citriodora au botaniste anglais James Backhouse. Son épithète spécifique rappelle la forte odeur de citron que dégagent ses feuilles lorsqu'elles sont broyées.

## Utilisations
Backhousia citriodora a deux chémotypes. Le chémotype citral est le plus fréquent est cultivé en Australie pour son arôme et ses huiles essentielles. Le chémotype citronellal est rare.
Les Aborigènes d'Australie l'ont longtemps utilisé à la fois pour son parfum et pour ses arômes culinaires. Son huile est très riche en citral nettement plus que la citronnelle.
L'huile de Backhousia citriodora a des propriétés anti microbiennes cependant elle est très toxique pour les cellules humaines in vitro Quand elle est diluée à 1 %, l'absorption par la peau et les dommages qui en résultent sont beaucoup plus faibles. On l'utilise pour traiter les lésions cutanées dues à un virus: Molluscum contagiosum virus (MCV), une maladie touchant les enfants et les sujets immuno-déprimés. Neuf des seize patients traités avec cette huile ont montré une amélioration substantielle contre zéro dans le groupe témoin.
L'huile est utilisée dans les produits de parapharmacie et dans les produits de nettoyage comme les savons, les lotions et les shampoings. La plus grande partie de cette huile provient de plantations du Queensland et des régions côtières nord de Nouvelle-Galles du Sud, en Australie.

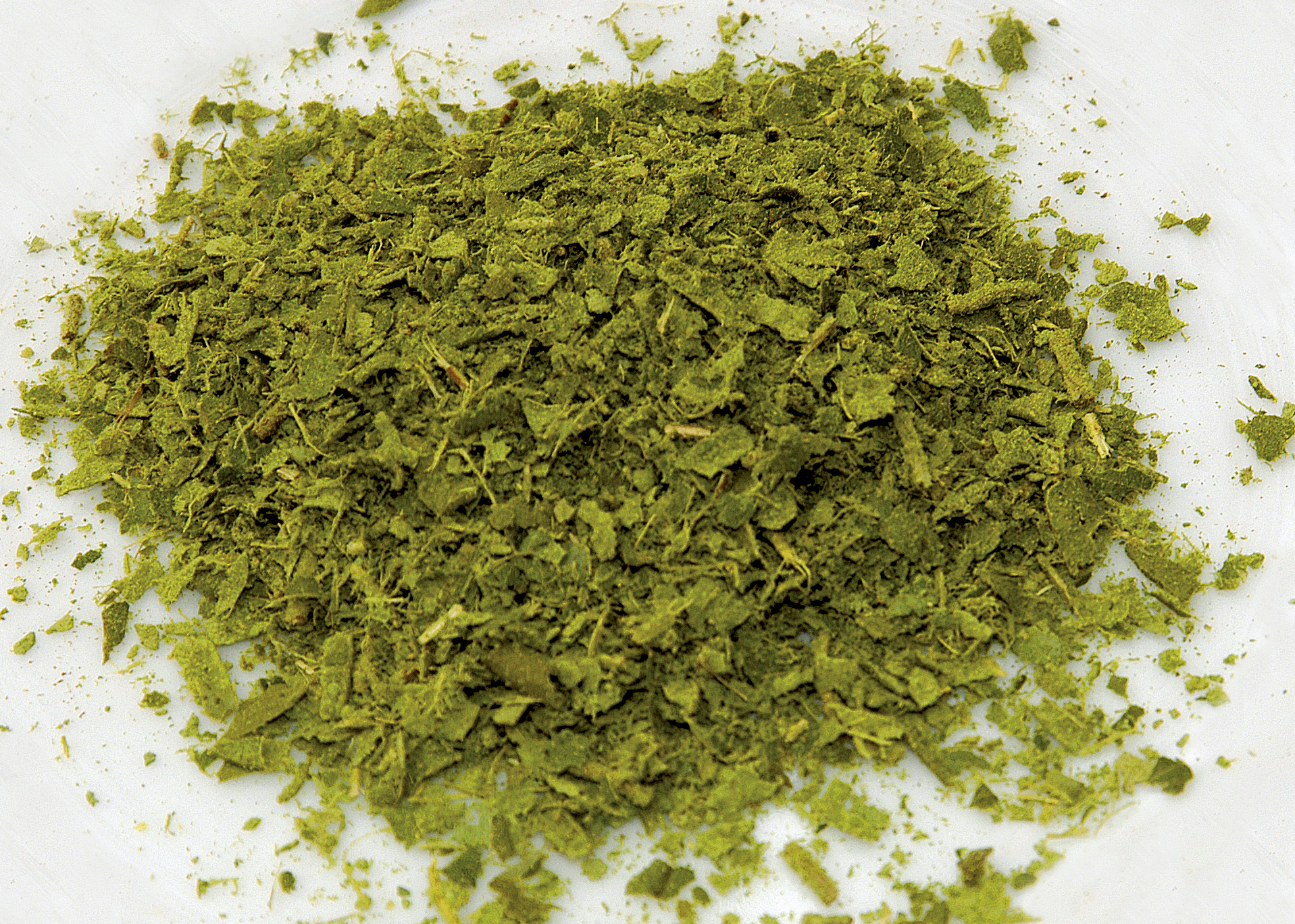
Feuilles qui serviront par exemple pour une infusion.

Les feuilles sont utilisées dans l'alimentation, formant un des arômes les plus répandus originaires du bush australien. On les utilise dans un grand nombre de domaines où l'on a besoin d'un goût de citron comme dans les pâtes, le poisson, les huiles aromatisées, les infusions, les thés au citron. Elles peuvent aussi être utilisées dans les boissons lactées, les crèmes glacées, les sorbets. Le goût est identique à celui du citron mais sans l'acidité.